# Bitva o Šanghaj (1937)
Bitva o Šanghaj (čínsky v českém přepisu Sung-chu chuej-čan, pchin-jinem Sōnghù huìzhàn, znaky zjednodušené 淞沪会战, tradiční 淞滬會戰), také zvaná bitva 13. srpna (čínsky v českém přepisu pa i san čan-i, pchin-jinem bā yī sān zhànyì, znaky zjednodušené 八一三战役, tradiční 八一三戰役), bylo jedno z prvních rozsáhlých vojenských střetnutí mezi Čínskou republikou a Japonským císařstvím na počátku druhé čínsko-japonské války. Bitva o metropoli Šanghaj trvala od 13. srpna 1937 do 26. listopadu 1937 a s více než 200 000 padlých byla jednou z největších a nejkrvavějších bitev celé války. Po třech měsících bojů na souši, na vodě a ve vzduchu bitva skončila japonským vítězstvím. Šanghaj byla poté v letech 1937 až 1945 okupována Japonskem. Bitva bývá považována, zejména v Asii, za jeden z počátečních bodů druhé světové války.

## Historické pozadí
Mezi Čínou a Japonskem panovalo napětí od krátké intenzivní války na přelomu let 1931 a 1932, kdy Japonské císařství podniklo invazi do Mandžuska na severovýchodě Číny a vytvořilo tam loutkový stát zvaný Mandžukuo. K dalšímu krvavému střetnutí mezi čínskými a japonskými silami došlo také přímo v Šanghaji na počátku roku 1932, během tzv. Šanghajského incidentu. Tyto události vyústily v nestabilní situaci, která nebyla ani válkou, ani mírem. Během následujících let mezi dvěma zeměmi setrvával stav postupně se prohlubujícího nepřátelství. V roce 1935 Japonsko také získalo kontrolu nad 22 okresy na východě provincie Che-pej. V oblasti vytvořilo Východochepejskou autonomní vládu; jednalo se o loutkový či nárazníkový stát, skrze který vliv Japonska fakticky sahal až k branám Pekingu.

7. července 1937 došlo u Pekingu, tehdy zvaného Pej-pching, k tzv. incidentu na mostě Marca Pola – chaotické přestřelce mezi čínskými a japonskými vojáky způsobené sérií nedorozumění. Události ale nabraly svůj vlastní, zdánlivě nezastavitelný spád a daly za vznik tehdy ještě bezejmennému konfliktu s nejistým rozsahem. Jednalo se o začátek druhé čínsko-japonské války.

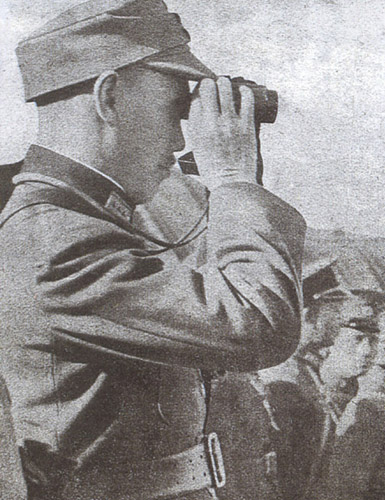
Generalissimus Čankajšek během bitvy o Šanghaj

Již koncem července japonské síly obsadily pekingsko-tchienťinský koridor a japonské velení doufalo v rychlé vítězství, které by přimělo Čínu k dalším ústupkům. Další postup Japonské císařské armády během Čacharské operace směřoval na západ a severozápad od Pekingu. Úspěch operace a zisk dalšího území japonskými pozemními silami ale vyhrotil již tak intenzivní, rivalský vztah mezi Japonskou císařskou armádou a Japonským císařským námořnictvem. „Jestřábi“ ve velení japonského námořnictva hledali záminku pro demonstraci jeho síly a Šanghaj, vzhledem ke své poloze u břehu Východočínského moře a ústí Jang-c’-ťiang, v sobě skýtala dokonalou příležitost.
Aniž by to ale Japonské politické a vojenské vedení tušilo, Čankajšek, vůdce Kuomintangu a čínské Národní revoluční armády, byl odhodlaný Šanghaj neústupně bránit. Domníval se, že Čína samotná Japoncům vzdorovat nedokáže a jedinou naději viděl v „internacionalizaci“ konfliktu, tedy v zatažení mezinárodního společenství do čínsko-japonské války. Jednalo se o politicko-psychologický kalkul; řada zemí, včetně USA, Spojeného království či Francie, měla v Šanghaji značné obchodní zájmy a tisíce jejich občanů žily v územních koncesích ve městě – tedy v těsném sousedství s budoucím bojištěm. Skrze „hrdinnou ukázku obětování a pevného odhodlání“ během nastanuvší bitvy se tak pokusil jednak sjednotit Čínský národ a jednak získat sympatie západních mocností. Kromě toho mělo rozhodnutí bránit Šanghaj i značný vojenský motiv. Hlavními vojenskými cíli boje o Šanghaj bylo odlákat japonské síly ze severní Číny, odradit je od postupu na Wu-chan a mít tak pod kontrolou potenciální zásobovací trasy ze Sovětského svazu. Také Čankajškův vojenský poradce, německý generál Alexander von Falkenhausen, opakovaně trval na nutnosti Šanghaj udržet. Jak von Falkenhausen, tak Čankajšek si uvědomoval, že zatímco severočínské roviny jsou zvlášť vhodné pro japonské mechanizované jednotky, tak Šanghaj a její okolí –  městské prostředí s množstvím vodních toků – skýtají lepší vyhlídky pro lehce vyzbrojené čínské síly.

## Situace před bitvou

### Incident Ójama

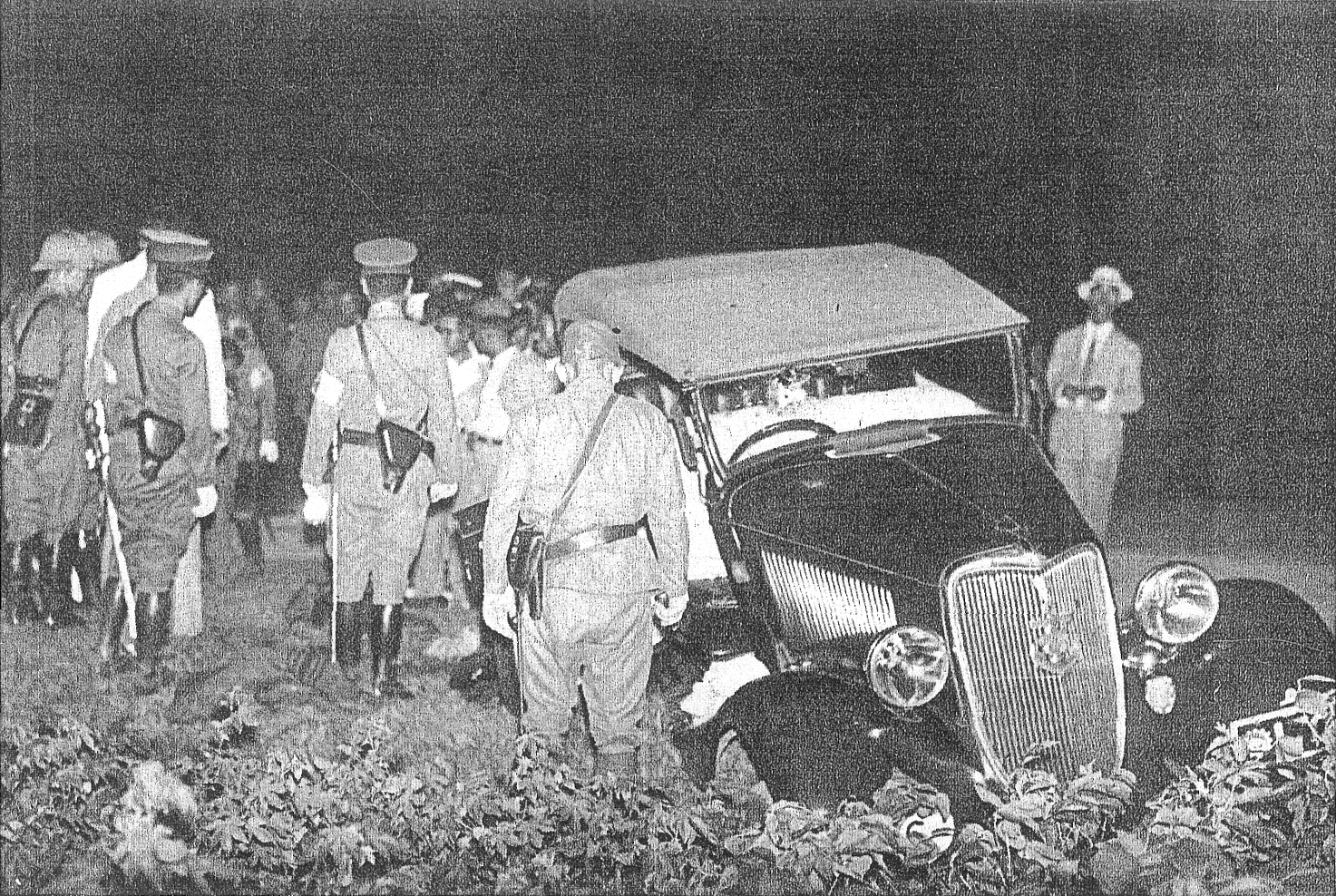
Vyšetřovatelé a vojáci u havarovaného vozu Ójamy a Sajta

V noci z 9. na 10. srpna 1937 byla u bran letiště Chung-čchiao, osm kilometrů západně od Šanghaje, nalezena v automobilu těla dvou japonských vojáků. Byli identifikováni jako podporučík Isao Ójama a námořník první třídy Jozo Sajto, členové Námořní pěchoty Japonského císařského námořnictva, jež byla rozmístěna ve městě. Poblíž vozu bylo nalezeno také třetí tělo v uniformě čínského polovojenského Sboru pro udržení míru, které se ale nepodařilo identifikovat. Mezi vyšetřovateli incidentu byli jak Číňané, tak zástupci cizích mocností přítomných v Šanghaji – Japonci, Britové, Francouzi a Američané, přičemž událost také okamžitě vyvolala zájem místního anglického i čínského tisku.

Vzhledem k již probíhajícím bojům na severu země u Pekingu byla celá záležitost vnímána jako potenciální rozbuška většího krveprolití přímo v Šanghaji. Mezi vyšetřovateli samotnými panovala nedůvěra a dospěli ke zcela protichůdným závěrům. Podle čínských vyšetřovatelů se japonské vozidlo pokusilo proniknout na letiště a ve chvíli, kdy člen Sboru pro udržení míru hlídající vjezd pokynul na řidiče, aby zastavil, podporučík Ójama vystřelil na strážného z pistole. Poté čínský strážný opětoval palbu a zastřelil jak Ójamu, tak řidiče Sajta. Uvedeným důvodem pro japonskou snahu proniknout na letiště byla špionáž. Naopak podle japonských vyšetřovatelů byli na vině Číňané: Ójama měl jet podél letiště, bez jakéhokoliv záměru vjet dovnitř, když náhle vozidlo obklíčili čínští členové Sboru pro udržení míru a bez varování Ójamu a jeho řidiče zastřelili, aniž by ti měli možnost palbu opětovat. Japonský lékař, který byl na místě činu při vyšetřování přítomen, dále podotkl, že neidentifikovaný čínský muž měl delší vlasy a nehty, než bylo v čínské armádě dovoleno, a byl zastřelen do hlavy zezadu – podle Japonců tedy muž v čínské uniformě nebyl čínský voják a nebyl zabit v přestřelce.

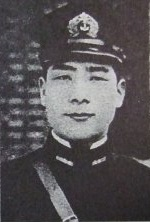
Podporučík Isao Ójama
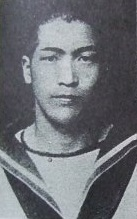
Námořník Jozo Sajto
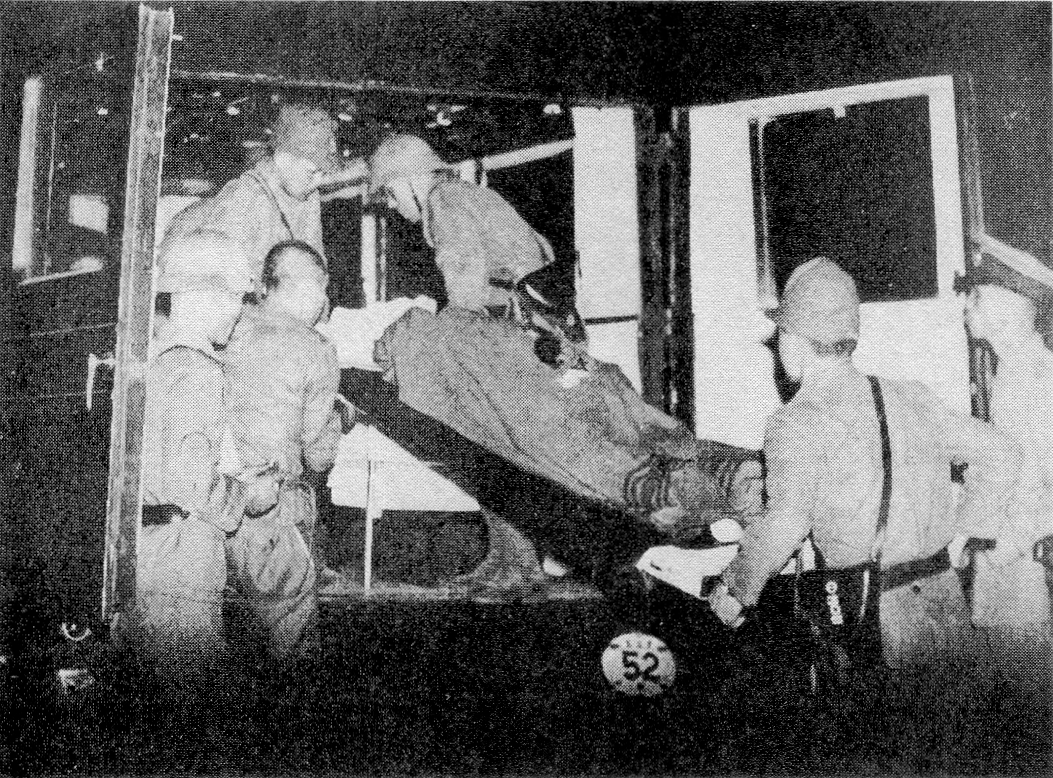
Japonští vojáci nesou tělo podporučíka Ójamy
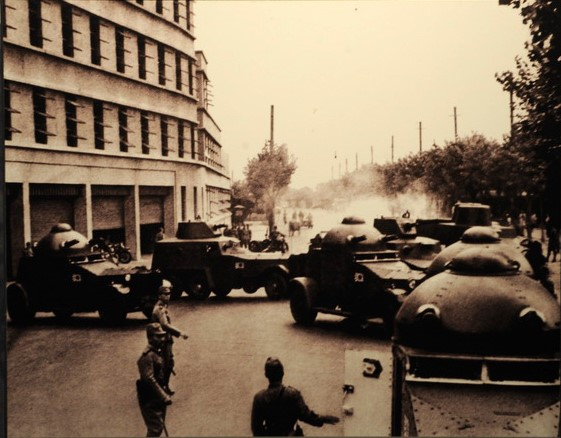
Obrněné vozy japonské námořní pěchoty v ulicích Šanghaje krátce po incidentu

Generál Čang Fa-kchuej, jeden z čínských velitelů během bitvy, čin připisoval členům čínské 88. divize pod velením generála Sun Jüan-lianga. Čang Fa-kchuej po letech ve staří uvedl, že „malá skupina Sun Jüan-liangových mužů se přestrojila za členy Sboru pro udržení míru. 9. srpna 1937 zachytili dva japonské vojáky na cestě poblíž vojenského letiště Chung-čchiao. Obvinili je ze snahy vniknout na letiště. Došlo ke střetu. Japonci byli zabiti.“ Starosta Jü, jsa informován členy armády, čin konzultoval s Tchung Jüan-liangem, náčelníkem štábu velitelství posádky Sung-chu. Dohodli se na rychlém, cynickém opatření ve snaze docílit toho, aby to vypadalo, že čínští strážci stříleli v sebeobraně. Vojáci na jejich rozkaz napochodovali čínského trestance odsouzeného na smrt k bráně letiště, oblékli ho do uniformy polovojenského Sboru pro udržení míru a zastřelili. Tato neúspěšná lest pouze prohloubil už tak značnou nedůvěru mezi čínskou a japonskou stranou.

### Snahy o mírová vyjednávání
10. srpna 1937 starosta Šanghaje Jü Chung-ťün varoval čínské politické vedení v Nankingu o japonském prohlášení, že nenechají smrt dvou vojáků přijít vniveč. 11. srpna se japonský generální konzul Suemasa Okamoto setkal se šanghajským starostou Jü a požadoval úplné stažení Sboru pro udržení míru z oblasti Šanghaje a odstranění veškerého opevnění postaveného členy Sboru. Pro čínskou stranu byly japonské požadavky téměř zcela nepřijatelné. Stalo se tak navíc právě v době, kdy Japonci posilovali svůj kontingent námořní pěchoty ve městě.
12. srpna se příměří mezi znepřátelenými stranami pokusily zprostředkovat také západní mocnosti. Jejich primární motivací nebylo zabránění eskalaci války jako takové, nýbrž především ochrana obchodních a průmyslových zájmů ve městě. Ani tyto snahy však nebyly úspěšné. Britský velvyslanec Hughe Knatchbull-Hugessen v hlášeních do Londýna uvedl, že „konflikt je nevyhnutelný“ pokud japonská strana neučiní ústupek. Jednání mezi čínskými a japonskými představiteli probíhala ještě i 13. srpna, kdy se již do Šanghaje přesouvaly čínské vojenské síly. Ačkoliv se zdánlivě jednalo o pokus dosáhnout řešení na poslední chvíli, obě strany se jednání účastnily pouze z reputačních důvodů, neboť by na rozhodnutí otevřeně opustit jednání mohlo být nahlíženo jako na akt agresivní strany.

## První fáze (13. srpna – 22. srpna)

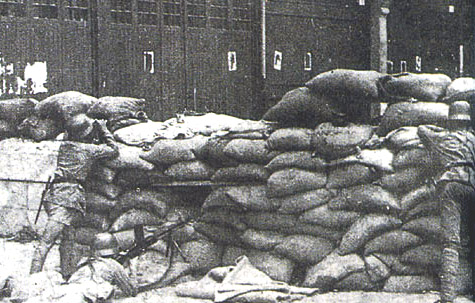
Čínská barikáda na silnici

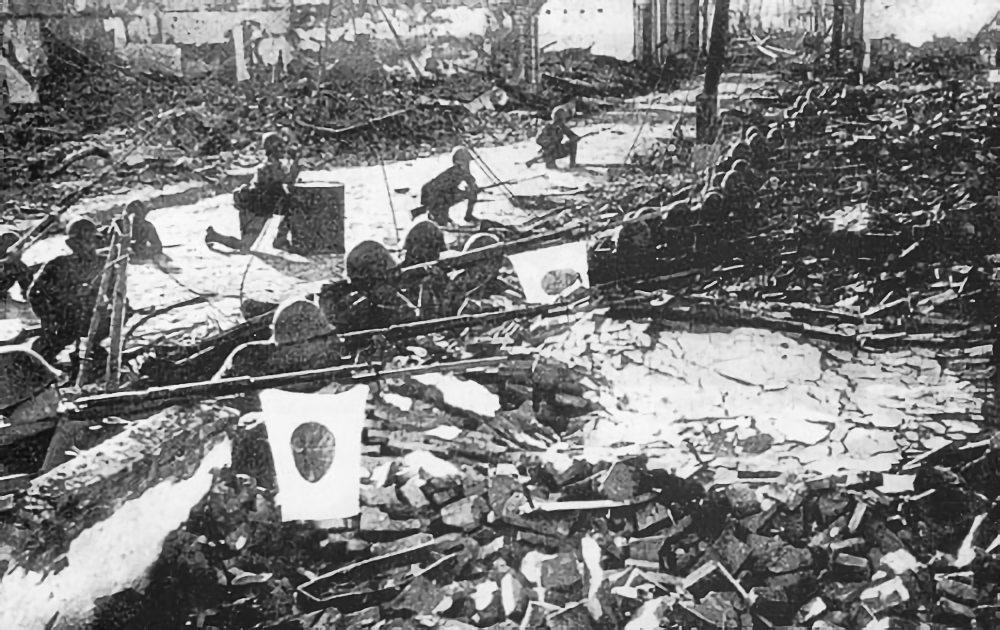
Japonští vojáci v ruinách Šanghaje

Od 13. srpna do 22. srpna 1937 – 13. srpna se nedaleko Šanghaje vylodila japonská vojska. V první etapě války se Kuomintang snažil zastavit postup Japonců, aby se nedostali do centra Šanghaje. Čínští vojáci podávali proti předpokladům Japonců tvrdý odpor. 22. srpna se japonská třetí, devátá a jedenáctá divize vylodily v oblastech Chuansha, ShiZilin a Baoshan. Vzhledem k silné dělostřelecké podpoře z lodí čínská armáda nebyla schopna zahájit protiútok a musela ustoupit dál do města.

## Druhá fáze (23. srpna – 26. října)

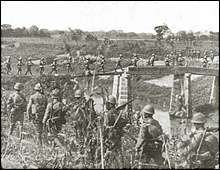
Japonští vojáci 20 km od Šanghaje

Od 23. srpna do 26. října 1937 – Nejprve zasáhlo do bojů ve městě asi 100 000 japonských vojáků. Později Japonsko zvýšilo počet vojáků až na 200 000 mužů. Dochází k prolomení obranných linií Kuomintangu probíhá tvrdý boj ve městě od domu k domu. Čínská obrana se pomalu hroutí pod tlakem.

## Třetí fáze (27. října – 26. listopadu)
Od 27. října do konce listopadu 1937 – Číňanům hrozí nebezpečí obklíčení. V polovině listopadu Kuomintang musel ustoupit, aby se jeho vojáci vyhnuli obklíčení. Japoncům se podařilo dobýt Šanghaj. Potom následovaly boje na trase z Šanghaje do Nankingu.

## Důsledky
Bitva o Šanghaj byla prvním velkým střetem japonské agrese vůči Číně. Po řadě rychlých čínských porážek se konečně ukázalo, že vojáci Kuomintangu jsou schopni účinně zpomalit dosavadní rychlý postup nepřítele. Ale ztráty byly velké a odhaduje se, že Kuomintang ztratil zhruba třetinu svých vojáků. Následovala změna strategie, protože Kuomintang si do budoucna nemohl dovolit další tak velké bitvy proti Japoncům. Japonci si zase uvědomili, že jejich strategie bleskové války proti Číně selhává a měli proti očekávání velké ztráty. Nedlouho po bitvě se japonská armáda vydala na pochod směrem k Nankingu, kde Japonci nakonec zmasakrovali civilní obyvatelstvo. Podle odhadů bylo zabito až 300 000 civilistů (Nankingský masakr).